# Pero messidora
Pero messidora är en fjärilsart som beskrevs av Thierry-mieg 1894. Pero messidora ingår i släktet Pero och familjen mätare. Inga underarter finns listade i Catalogue of Life.